# Астара (Иран)

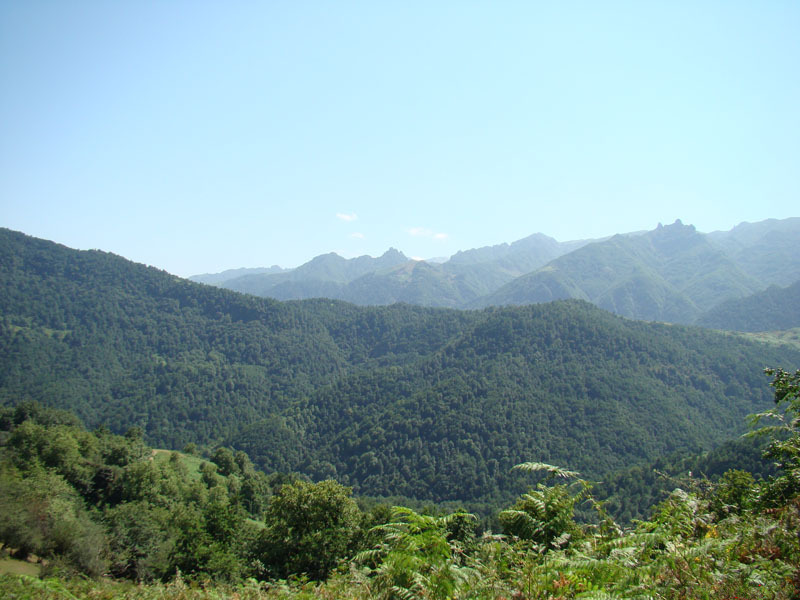
Леса близ Астары

Астара́ (перс. آستارا‎, тал. Ostoro) — город на северо-западе Ирана в провинции Гилян, административный центр шахрестана Астара. Порт на Каспийском море.
Важный торговый и таможенный центр. Через Астару проходит большая часть сухопутного грузооборота между Россией и Ираном.
Конечный пункт на трассе «Решт — Астара» (см. Транспортный коридор Север — Юг). 
Город был некогда единым вместе с  одноимённым азербайджанским городом. В 1813 году по Гюлистанскому договору две части города были разделены между Российской империей и Каджарской Персией по реке Астарачай, по которой была проведена граница между этими двумя государствами. С тех пор часть города к югу от реки принадлежит иранским государствам, часть к северу — Российской империи, Азербайджанской ССР (в составе СССР), и с 1991 года, Азербайджанской Республике.

## Этимология
Название Астара происходит из талышского языка от сочетания آهسته‌ رو (oheste+ro), то есть «замедленный путь (коридор)».

## История
Астара была столицей Испахбадов Гиляна, Талышского ханства. Вследствие угрозы нападения Каджаров, Гара-хан после смерти Надир-шаха в августе 1747 года перенёс столицу севернее, в Ленкорань. Астаринская волость Талышского ханства была разделена на две части по условиям Гюлистанского мирного договора от 5 ноября 1813 года. Пригород Гом (русск. Кум) к северу от пограничной реки Астара перешёл к Российской империи (ныне одноимённый город Астара в составе Азербайджана).

## Климат и природа
Климат субтропический океанический с влажной зимой и жарким, влажным летом.
На берегах водопада Латун расположен лесной массив Гиляна с деревьями сливы, айвы, груши, ореха, фундука и дикой яблони.

## Население
Большую часть населения составляют талыши и азербайджанцы.
В 1986 году население составляло 24 289 человек, в 2006 году — 40 664 человек.
Религия — ислам шиитского толка.
Этнические группы — талыши, азербайджанцы, другие: персы, курды, русские.
Языки — талышский, персидский, азербайджанский.
В 2011 году население составляло 46 805 человек.

## Экономика
За 2024/25 иранский год (20 марта 2024 — 20 марта 2025) через город экспортировано, импортировано и переправлено транзитом около 2 млн тонн грузов.
В 2024/25 году порт не работал. Порт возобновил деятельность в августе 2025 года.
В настоящее время[когда?]

 рассматривается проект соединения железнодорожных сетей Азербайджана и Ирана через Астару (Железная дорога Астара — Решт — Казвин).

## Достопримечательности
В 15 км к югу от г. Астара, в 6 км от деревни Кута-кума расположен водопад Латун высотой 105 м. 

## Известные уроженцы
- Ибрагими, Фиридун Гани оглы — генеральный прокурор Национального правительства Азербайджана (1945—1946).
- Ибрагимов, Исрафил Вели оглы — революционный деятель, борец за Советскую власть в Азербайджане.
- Тахири, Сохраб Абульфаз оглы — поэт, народный поэт Азербайджана (1998).
- Хабиболлахи, Камаль — вице-адмирал, последний командующий военно-морским флотом шахского Ирана.